# Chauliodes pectinicornis
Chauliodes pectinicornis là một loài côn trùng trong họ Corydalidae thuộc bộ Megaloptera. Loài này được Linnaeus mô tả năm 1763.